# Jasser Haj Youssef
Pour les articles homonymes, voir Youssef.
Jasser Haj Youssef (arabe : جاسر حاج يوسف), né le 18 juin 1980 à Sousse (Tunisie), est un violoniste, compositeur, musicologue et professeur tunisien de renommée internationale. Il est aussi l'unique musicien à jouer de la musique orientale et du jazz à la viole d'amour.

## Biographie

### Débuts
Fils d'un ethnomusicologue et d'une mère styliste, né le 18 juin 1980 à Sousse, Jasser Haj Youssef passe son enfance à Monastir. Il apprend l'art de l'improvisation et des maqâms avec son père, Hassine Haj Youssef. 
Il débute à l'âge de huit ans l'étude du violon oriental au conservatoire de Monastir. Ensuite, il étudie le violon classique et la musique de chambre avec Elena Pirvu à l'Institut supérieur de musique de Sousse, où il obtient un premier prix en violon classique, une maîtrise en musicologie et remporte le concours de la « Meilleure interprétation musicale arabe » en 2001. 
Jasser Haj Youssef se perfectionne auprès des musiciens de renom comme L. Subramaniam (Inde), Kudsi Erguner (Turquie), Ivo Papazov (Bulgarie), Béchir Selmi (Tunisie), Michel Portal (France), Billy Hart (États-Unis), Steve Coleman (États-Unis), Pierre Blanchard (France) et Christophe Bianco (France).

### Carrière
Depuis l'âge de quatorze ans, Jasser Haj Youssef partage la scène avec les plus grands artistes de son pays : Salah El Mahdi, Choubeila Rached, Safia Chamia, Fawzi Chekili ou encore l'Orchestre symphonique tunisien.
À l'âge de seize ans, il anime une émission hebdomadaire en direct sur Radio Monastir autour de la musique arabe classique. Il participe à plusieurs émissions de télévision en tant que soliste et compositeur.
Arrivé en Europe en 2003, pour y poursuivre des études en musicologie, il s'impose rapidement comme soliste auprès des artistes de renommée internationale tels que Barbara Hendricks, Didier Lockwood, Marie Keyrouz, Youssou N'Dour, Miguel Ángel Estrella, l'ensemble pour la paix Araméa, Dhafer Youssef, Toufic Farroukh, Khalil Chahine, Mokhtar Samba et le danseur indien Raghunath Manet.
Jasser Haj Youssef se produit au siège de l'Unesco, au Théâtre de la Ville, à la Philharmonie de Paris, à l'opéra de Lille, à l'opéra de Hambourg, à l'Institut du monde arabe, à l'église de la Madeleine, au Printemps de Bourges, au musée du Louvre, à Pétra en présence du dalaï-lama et de 42 lauréats du prix Nobel de la paix, à Doha en présence de l'Aga Khan, au MuCEM, à la basilique Saint-Denis, au Palais des Beaux-Arts de Bruxelles ou encore au New Morning.
En 2012, il publie son premier album Sira, enregistré en 2009. Les compositions de ce disque figurent au programme du baccalauréat en France dans le chapitre Le Jazz et l'Orient, à côté d’œuvres de Miles Davis et Jean-Philippe Rameau.
En 2013, il crée plusieurs œuvres pour l'Orchestre des jeunes de la Méditerranée qu'il dirige au Festival international d'art lyrique d'Aix-en-Provence.
En 2014, il compose pour la soprano Simone Kermes sur des textes en araméen et italien et dirige l'Orchestre de chambre de Paris au Festival de Saint-Denis.
En 2015, il est en tournée avec son quartet de jazz et Les Musiciens du Louvre Grenoble, se produit au Festival international de Carthage avec son Sira Symphonic Project, dirige une création pour chœur d'enfants et musiciens à l'opéra de Lille et compose une œuvre en latin pour un chœur de lycéens de l'académie de Grenoble. Le 7 mars, au Théâtre de la Ville, il donne un concert solo à la viole d'amour, ce qui donne naissance à son album live Resonance.
En 2016, dans la grande salle de la Philharmonie de Paris, il dirige l'Orchestre de chambre de Paris, des solistes et un chœur intergénérationnel pour qui il compose en araméen et italien.
Jasser Haj Youssef est artiste en résidence de création aux Dominicains de Haute-Alsace en 2017 et au château de Chambord en 2018, où il multiplie les créations et les rencontres avec le public empêché (détenus d'une maison d’arrêt, réfugiés de guerre, etc.) et développe un travail pédagogique avec des chanteurs et des instrumentistes professionnels et amateurs.
En 2021, la Société académique Arts-Sciences-Lettres lui décerne une médaille d'or pour l'ensemble de son parcours artistique et scientifique. 
Son album Reminiscence : viola d'amore publié en 2023 est enregistré de nuit dans différents espaces du château de Chambord. Pour cette création internationale, Haj Youssef collabore avec l'écrivain Yamen Manaï, le calligraphe Nja Mahdaoui et le moine Lama Gyourmé entre autres. On y retrouve la voix de son arrière-grand-père Sadok Haj Youssef dans la pièce Doulab. À l'occasion de la sortie de cet album, il donne une série de concerts à l'opéra de Montpellier, accompagné d'un chœur et d'un orchestre.
En 2024, Jasser Haj Youssef compose la musique du spectacle de danse Ihsane du chorégraphe Sidi Larbi Cherkaoui produit par le Grand Théâtre de Genève. La même année, il collabore également avec le chorégraphe Hervé Koubi en tant que compositeur et interprète pour la chaîne Arte.

### Pédagogue
Concertiste mais également pédagogue (titulaire du certificat d'aptitude aux fonctions de professeur de musique) et chercheur, Jasser Haj Youssef donne régulièrement des master classes et des conférences aux États-Unis (université Harvard, Dartmouth College, université Brandeis), au Canada (université de l'Alberta), en France (Abbaye de Royaumont, Conservatoire national supérieur de musique et de danse de Lyon), au Liban et en Égypte.
Ses recherches en doctorat à l'université Paris-VIII portent sur les similitudes dans le jazz et les musiques traditionnelles arabes.

### Compositeur
Jasser Haj Youssef travaille pendant plusieurs années sur la réalisation de son premier album Sira, un temps nécessaire pour arriver à une rencontre subtile entre des cultures différentes (musique classique, jazz et musiques du monde). Il s'entoure de musiciens issus de différents horizons : David Linx et Diogal au chant, Gaël Cadoux au piano, Christophe Wallemme à la contrebasse, Arnaud Dolmen à la batterie, Youssef Hbeisch et Stéphane Edouard aux percussions. La calligraphie de cet album est réalisée par Hassan Massoudy. La sortie de l'album est prévue le 24 septembre 2012 avec deux concerts les 27 septembre 2012 et 29 janvier 2013 au New Morning à Paris, diffusés en direct sur TSF Jazz et sur France 24. La musique de l'album Sira est jouée dans plusieurs pays d'Europe, aux États-Unis et dans le monde arabe par le Jasser Haj Youssef Quartet ou en solo, au violon et à la viole d'amour.
En juillet 2013, Haj Youssef réarrange la musique de cet album pour son quartet de jazz et un ensemble à cordes issu de l'Orchestre des jeunes de la Méditerranée avec qui il donne des concerts au Festival international d'art lyrique d'Aix-en-Provence et au MuCEM. 
La musique de l'album Sira est interprétée par l'Orchestre de chambre de Paris, Les Musiciens du Louvre Grenoble, le Sira Chamber Orchestra, le Quatuor Debussy et l'Orchestre royal de chambre de Wallonie à la Philharmonie de Paris, au théâtre de Carthage et au Palais des beaux-arts de Bruxelles.

#### Discographie
- Sira (Musicast, 2012) ;
- Resonance (Musicast, 2015) ;
- Reminiscence : viola d’amore (Institut international des Arts, 2023).

#### Featurings
Ceci est une liste non exhaustive d'albums dans lesquels apparaît Jasser Haj Youssef :
- Youssou N'Dour, Kirikou (BO, 2005) ;
- Jardin d'Eden (Comptines du monde, 2005) ;
- L'Alphabet fait chanter (ARB, 2006) ;
- Jazz 93 (Triton, 2006) ;
- Najma, Fariyaad (Connecting Cultures, 2008) ;
- Keyko Nimsay, Jazz'aïrya (KN, 2008) ;
- Ousman Danedjo, Enelmedio (O+/Harmonia Mundi, 2008) ;
- Marie Keyrouz, La Passion dans les Églises orientales (Universky, 2008) ;
- Beatus, L'Orient des Troubadours (Ad Vitam/Harmonia Mundi, 2011) ;
- Malika Zarra, Berber Taxi (Motéma, 2011) ;
- Ibrahim Maalouf, Diagnostic (Harmonia Mundi, 2011) ;
- Kirikou et les hommes et les femmes (BO, 2012) ;
- Cyril Morin, Zaytoun (Eran Riklis, BO, 2012) ;
- Marie Keyrouz, Méditations d'Orient (2013) ;
- Julia Sarr, Daraludul Yow (2014).